# Dieceza de Tenerife
Dieceza romano-catolică de San Cristóbal de La Laguna (în spaniolă Diócesis de San Cristóbal de La Laguna), cunoscută mai ales sub numele de Dieceza romano-catolică de Tenerife (în spaniolă Diócesis de Tenerife), este una din cele două dieceze romano-catolice din Insulele Canare, Spania (cealaltă fiind Dieceza romano-catolică de Canare⁠(en)[traduceți]). Catedrala episcopală este Catedrala din San Cristóbal de La Laguna, cu hramul Sfânta Maria a Leacurilor. Episcopia are 312 parohii și acoperă aproximativ 3381 km² în care locuiesc aproximativ 1 014 829 de persoane, dintre care 892 000 sunt catolice, adică 87,9% din populație, fiind deservite de 255 de preoți.

## Teritoriu
Teritoriul diecezan acoperă Provincia Santa Cruz de Tenerife (Insulele Canare), adică: insulele El Hierro, La Palma, La Gomera și Tenerife.

## Date istorice
Apariția creștinismului în insulele vestice din Insulele Canare a avut loc (la fel ca în insulele estice) înainte de cucerirea completă a arhipelagului și integrarea sa în Coroana Castiliei, care a avut loc în 1496, odată cu cucerirea insulei Tenerife. Creștinarea a fost motivată în principal ca pregătire pentru cucerirea ulterioară.
Originile creării unei eparhii cu sediul în Tenerife datează la scurt timp după cucerirea Insulelor Canare. Alonso Fernández de Lugo, cuceritorul Insulei Tenerife, a solicitat Curții Regale a Spaniei în 1513 ca Insula Tenerife să devină sediul unei eparhii, cerând mutarea scaunului eparhial din Las Palmas de Gran Canaria la San Cristóbal de La Laguna. Această cerere nu a fost totuși acceptată. În anii de mai târziu, el va încerca să împartă sediul diecezan între cele două orașe, dar nu a obținut nici de această dată un răspuns pozitiv. Apoi, toate eforturile vor avea ca scop înființarea unei eparhieâi independente pentru insulele vestice din Arhipelagul Canare.
În cele din urmă Biserica Catolică, în cadrul reorganizării teritoriale a eparhiilor, a împărțit Insulele Canare în două episcopate. În 1819, Papa Pius al VII-lea a creat Dieceza de San Cristóbal de La Laguna (numită, de asemenea, Dieceza Nivariense sau Dieceza de Tenerife) cu jurisdicție peste jumătatea vestică a Insulelor Canare (insulele Tenerife, La Palma, La Gomera și El Hierro), împărțind astfel ceea ce era până atunci Dieceza romano-catolică a Insulelor Canare, sau Dieceza Canariense (astăzi, aceasta are jurisdicție asupra jumătății de est a arhipelagului: insulele Gran Canaria, Fuerteventura și Lanzarote).

## Episcopi
- Luis Antonio Folgueras y Sión (1824 - 1848)
- Ildefonso Joaquín Infante y Macías, O.S.B. (1877 - 1882)
- Jacinto María Cervera y Cervera (1882 - 1885)
- Ramón Torrijos y Gómez (1887 - 1894)
- Nicolás Rey y Redondo (1894 - 1917)
- Gabriel Llompart y Jaume Santandreu (1918 - 1922)
- Albino González y Menédez Reigada, O.P. (1924 - 1946)
- Domingo Pérez Cáceres (1947 - 1961)
- Luis Franco Cascón, C.SS.R. (1962 - 1983)
- Damián Iguacén Borau (1984 - 1991)
- Felipe Fernández García (1991 - 2005)
- Bernardo Álvarez Afonso (2005 - 2024)
- Eloy Alberto Santiago Santiago (2025 - )

## Sfinții diecezei
- Petru de Betancur
- José de Anchieta
- María de León Bello y Delgado